# Reinhard Maack

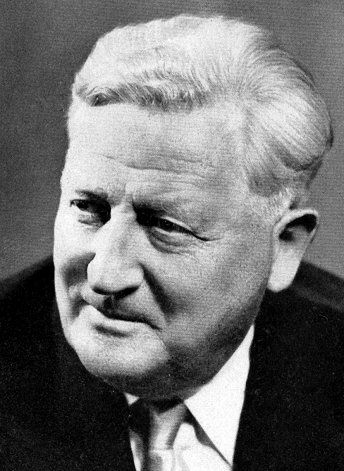
Reinhard Maack

Reinhard Maack (* 2. Oktober 1892 in Herford; † 26. August 1969 in Curitiba, Brasilien) war ein deutscher Geologe und Forschungsreisender auf drei Kontinenten. Als Wissenschaftler arbeitete er in mehreren Fachgebieten, war Geologieprofessor in Brasilien und als früher Umweltschützer tätig.

## Forscher und Entdecker

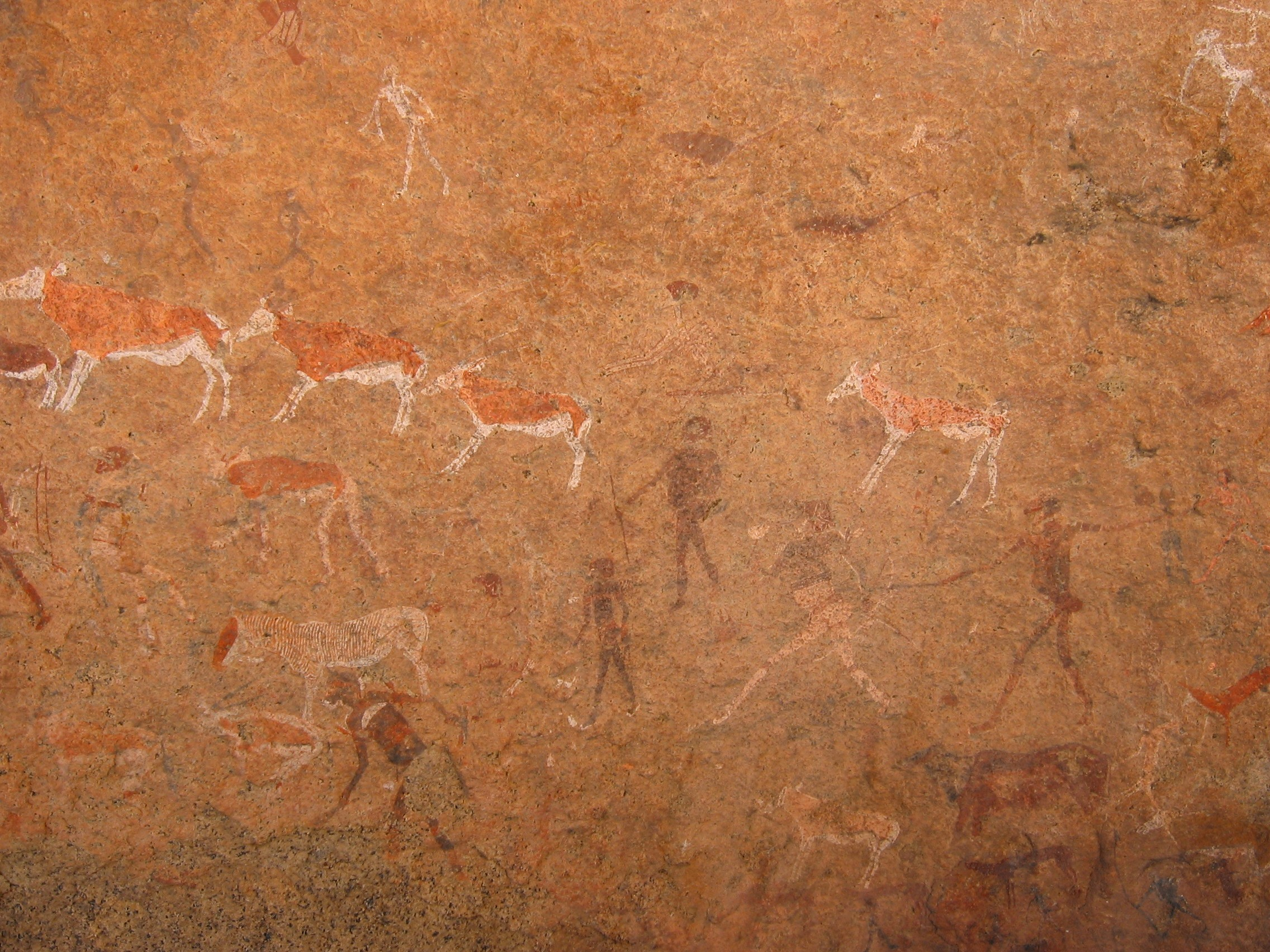
Felsmalereien mit Weißer Dame

Reinhard Maack wurde am 2. Oktober 1892 in Herford (Westfalen) als Sohn des Lademeisters Peter Maack und seiner Ehefrau Karoline geboren.
Vom Kataster-Lehrling beim Kreis Herford entwickelte er sich zum international hochdekorierten Wissenschaftler. Er arbeitete unter anderem als Geograf, Kartograf, Paläontologe und Geologe, Maler, Filmemacher, Fotograf und zuletzt Hochschulprofessor in Paraná. Maack nahm ab 1911 an vielen wissenschaftlichen Expeditionen im südlichen Afrika und Lateinamerika teil und bereiste die halbe Welt.
Er entdeckte prähistorische Zeichnungen (als Erster die Weiße Dame im Brandbergmassiv) und bis dahin unbekannte Indianerstämme; arbeitete mit am Nachweis der Theorie zur Kontinentaldrift und führte unzählige Arbeiten zur kartografischen, geografischen und geologischen Dokumentation durch.
Maack wählte Brasilien und hier insbesondere den südlichen Bundesstaat Paraná als seine zweite Heimat und gilt dort als einer der größten Naturkundler und Forscher der Naturgeschichte des Landes. Er hat bis heute gültige geografisch-topografische, geobotanische und geologische Karten unter anderem der Bundesländer Paraná und Bahia angefertigt.
Seine mehr als vier Jahrzehnte umfassenden Forschungen, Texte, Filme, Zeichnungen, Malereien und Fotografien sind aus umweltbezogener, gesellschaftlicher, wissenschaftlicher, künstlerischer und historischer Sicht von großem Wert. Aus seinen Tagebüchern, die er stets bei seinen Expeditionen führte, entstanden bis 1926 13 handschriftliche Bücher, die sich durch eine Spende der Familie seit 2005 im Besitz der Stadt Herford befinden.

## Umweltschützer
Maack war ein früher Verfechter für den Erhalt von Naturräumen und warnte vor den Auswirkungen des Raubbaus an der Natur auf Klima, Vegetation, Böden und Wirtschaft. Das macht ihn zu einem der ersten Umweltschützer, deutlich bevor die Ökologie zu einem gesellschaftlich wichtigen Thema wurde. Zitat: „In kurzer Zeit werden die ursprünglichen Waldregionen im Bundesland Paraná vollkommen zerstört sein. Die letzten Reste der Urwälder werden vielleicht noch für eine Generation widerstehen können. Das Schicksal der Wälder ist bereits besiegelt, denn der Staat hat die nötigen Naturreserven nicht in angemessener Form geschaffen.“

## Lebensstationen

### Ausbildung
Von 1899 bis 1907 besuchte Maack die Herforder Bürgerschule am Wilhelmsplatz. 1907 erfolgte die Anstellung an der Grafischen Kunstanstalt in Lüdenscheid. Von 1908 bis 1911 machte er die Ausbildung zum Landvermesser im Katasteramt Herford. 1928 legte er ein Ergänzungsexamen für Hochbegabte zur nachträglichen Erlangung der Hochschulreife ab und nahm das Studium der Geologie und Geografie in Berlin auf. Nach vier Semestern unterbrach er 1930 sein Studium, um es dann 1936/37 in Berlin zu beenden. 1946 wurde er an der Universität zu Bonn promoviert.

### (Deutsch-)Südwestafrika

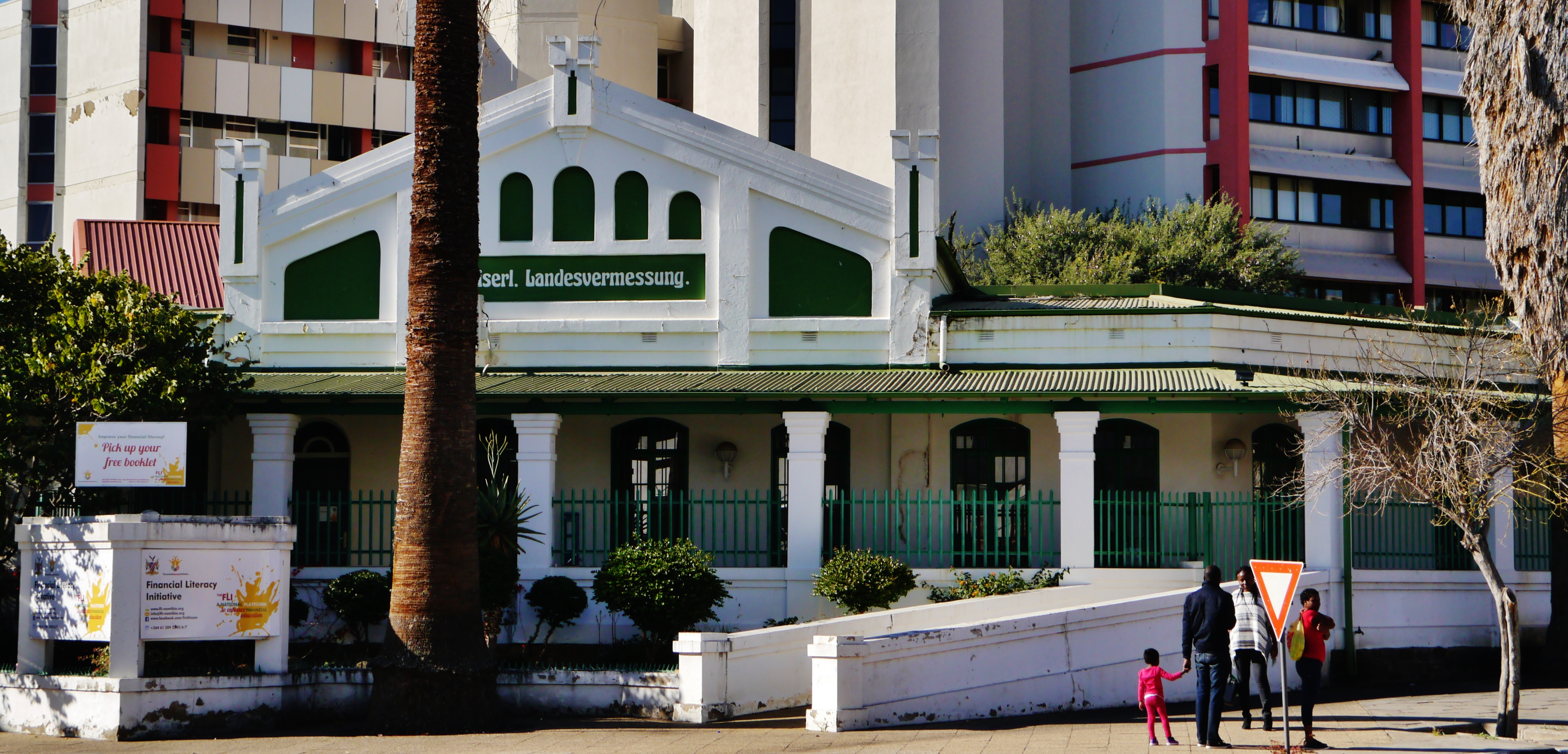
Kaiserliche Landesvermessung in Windhoek (2017)

Maack reiste 1911 nach Deutsch-Südwestafrika und war bis 1914 Angestellter bei der Kaiserlichen Landesvermessung, insbesondere bei der Küstenvermessung, der Großtriangulation und der Einteilung des Regierungslandes in Farmen und Weidereservate. 1914, zu Beginn des Ersten Weltkrieges, meldete er sich freiwillig zur deutschen Schutztruppe in Südwestafrika. Er wurde 1915 gefangen genommen und im Namaland interniert. Es gelang ihm die Flucht aus englischer Kriegsgefangenschaft. Deshalb hielt er sich von 1915 bis 1917 unter falschem Namen (Karl Ritter) in Swakopmund in Südwestafrika auf. Bei einer Expedition zum Brandbergmassiv – mit Erstbesteigung des Hauptgipfels Königstein – entdeckte er am 4. Januar 1918 die Weiße Dame (engl. „White Lady“). Im gleichen Jahr erfuhr er die Rehabilitation durch die britisch-südafrikanischen Behörden und arbeitete 1918 bis 1920 als Landschaftsmaler in Swakopmund. 1919 unternahm er zwei private Expeditionen in das Naukluft-Gebirge (Namib) zur Erforschung und Kartografierung des Tsondab-Trockenflusses. Ab 1920 arbeitete er im Vermessungsdienst zur Kartierung von Gold-, Eisenerz- und Kupfervorkommen im Kaokoveld für die Otavi Minen- und Eisenbahn-Gesellschaft. Bei der Umschreibung der Besitzungen deutscher Farmer vom deutschen Kataster auf südafrikanische Besitztitel war er beim Survey Service angestellt.

### Brasilien
1923 reiste Maack nach Brasilien, um an der Erschließung der Goldvorkommen in Minas Gerais mitzuwirken. Sein Interesse an der Theorie zur Kontinentaldrift erwachte durch die Entdeckung von geologischen Ähnlichkeiten zwischen dem Hochland von Westminas in Brasilien und dem Kaokoveld in Südwestafrika und Untersuchungen zur tangentialen Krustenverschiebung. 1927 arbeitete er an Triangulationen und der fotogrammetrischen Landesaufnahme des Eisenerzgebietes von Minas Gerais.
Von 1930 bis 1932 organisierte er die Diamantenausbeute am Rio Tibagi in Paraná. Anschließend erwarb er eigenen Landbesitz und nützte seine Fazenda als erste wissenschaftliche Forschungsstation im nördlichen Paraná. Auf einer Expedition auf dem Rio Ivaí mit Faltboot und Einbaum 1933/34 vermaß er das Gebiet.
1937 kehrte er nach Brasilien als Prokurist der deutschen Bahnbau AG zurück und leistete Vorstudien zum Bau einer Bahnlinie durch Zentral-Paraná. 1938 bis 1942 leitete er die Erforschung des Küstengebirges von Paraná. Während des Zweiten Weltkriegs war er von 1942 bis 1943 auf der Ilha Grande interniert. 1943, nach Entlassung aus der Haft und Eintritt in den Staatsdienst, arbeitete auf Wunsch des Bundesinterventors von Paraná Manuel Ribas als Geologe am Museu Paranaense und am Instituto e Pesquisas Tecnologicas in Curitiba. 1946 übernahm er den Lehrstuhl für Geologie und Paläontologie, später auch für Physische Geografie an der Bundesuniversität Curitiba. 1946 wurde er Direktor des geologischen und petrografischen Dienstes am Biologisch-technischen Institut in Curitiba. 1961 besuchte er das Volk der erst 1955 wiederentdeckten Xetá-Indianer im Urwald Brasiliens. Er nahm am XVII. Internationalen Kongress für Geografie in Rio de Janeiro und am XX. Internationalen Geologen-Kongress in Mexiko teil.

### Internationale Forschungsreisen
Ab Juli 1959 begab er sich zu Forschungsreisen nach Island, Spitzbergen, Norwegen, Oslo, zur Exkursion Spitzbergen Svalbard, zu Wasser-Erschließungs-Arbeiten in Uganda und Kenia, Untersuchung geologischer und palaeogeografischer Erscheinungen vom Kaoko-Veld in der Namibwüste, Omaruru, Windhoek, Johannisburg, Kongo, Accra (Liberia), Monrovia. Dann kehrte er nach Brasilien zurück. Ab 1964 folgten Forschungsreisen nach Kalkutta, Darjeeling, Himalaya, Tibet, Neu-Delhi, Kairo und ab 1965 erforschte er Böden und Wald am Amazonas.

## Ehrungen
- Im Mai 1959 besuchte Maack die Gedenkfeier zum 100. Todestag von Alexander von Humboldts in Berlin; er erhielt die Carl-Ritter-Medaille.
- 1967 Teilnahme am Internationalen Symposium über Probleme des Gondwanalandes in Argentinien, Teilnahme am Internationalen Symposium über „Continental Drift“ in Uruguay und am XXI. Congresso Brasileira de Geologia in Curitiba mit Verleihung der Goldmedaille „José Bonifácio de Andrada e Silva“
- Am 1. Juli 1969 wurde ihm das Große Verdienstkreuz der Bundesrepublik Deutschland verliehen.

## Bibliografie

### Autobiografie, Tagebücher
- Es begann in Herford – Der Weg durch ein bewegtes Leben. In: Herforder Jahrbuch 1967. VIII. Band, Maximilian-Verlag Herford, S. 7–79
- Birgit Rausch: Unter Hottentotten und Garimpeiros. Die Reisetagebücher des Herforder Geologen und Geographen Reinhard Maack (1892–1969). In: Historisches Jahrbuch für den Kreis Herford. Band 14, 2007.

### Afrika
- Der Brandberg. Ein Beitrag zur Landeskunde von Südwestafrika. In: Zeitschrift der Gesellschaft für Erdkunde zu Berlin. 1924, S. 1–14
- Die Tsondab-Wüste und das Randgebirge von Ababes in Südwestafrika. In: Zeitschrift der Gesellschaft für Erdkunde zu Berlin. 1924, S. 13–29
- in Abbé Henry Breuil: The White Lady of the Brandberg. London 1959, S. 2, 26–31.
- Die Weiße Dame vom Brandberg. Bemerkungen zu den Felsmalereien des paläolithischen Kulturkreises in Südwest-Afrika. In: Ethnologica (Gesellschaft für Völkerkunde, Rautenstrauch-Joest-Museum), Neue Folge, Band 3, Köln 1963.

### Brasilien
- Über Felszeichnungen im Staate Rio de Janeiro. In: Zeitschrift für Ethnologie, 1926.
- Eine Forschungsreise über das Hochland von Minas Gerais zum Parnahyba. Zeitschrift der Gesellschaft für Erdkunde zu Berlin. 1926, S. 310–323.
- Urwald und Savanne im Landschaftsbild des Staates Parana. In: Zeitschrift der Gesellschaft für Erdkunde zu Berlin. 1931, S. 95–116.
- Mapa Geológico do Estado do Paraná 1:750.000, Curitiba 1953.
- Über Vereisungsperioden und Vereisungsspuren in Brasilien. In: Geologische Rundschau. Band 45, 1957, S. 547–595.
- Unbekannte Indianer in Westparana. Das Drama eines neuentdeckten Indianerstammes in Brasilien. In: Kosmos. Zeitschrift für Freunde der Natur. Band 58, Heft 9, Stuttgart 1962, S. 385–394 (ISSN 0023-4230).
- Geografia física do Estado do Paraná. 2. Auflage. Rio de Janeiro, J. Olympio; Curitiba, Secretaria de Estado da Cultura e do Esporte 1981. (1. Auflage 1968).

### Kontinentaldrift
- Die Entwicklung der Gondwanaschichten Südbrasiliens und ihre Beziehungen zur Karru-Formation Südafrikas, Symp. sur les series de Gondwana: 19e Corgr. Geol. Intern., Comptes Rend. Algier 1952.
- Vorläufige Ergebnisse einer Forschungsreise durch Südafrika zum Problem der tangentialen Krustenverschiebungen der Erde. In: Die Erde. Band 89, 1958, S. 284–305.
- Kontinentaldrift und Geologie des südatlantischen Ozeans, Berlin 1969.

### Ökologie
- Die Veränderung der Naturlandschaft in Nordparana durch die Besiedlung und ihre Folgen. In: Staden-Jahrbuch (São Paulo). Band 7–8, 1960, S. 21–32.
- Die Veränderung der Naturlandschaft und ihre Folgen in Nordparana. In: Mitteilungen der Bundesforschungsanstalt für Forst- und Holzwirtschaft. (Reinbek-Hamburg), Band 45, 1960, S. 1–7.